# خالد منتصر
خالد منتصر طبيب وكاتب ومقدم ومعد الفقرة الطبية في العاشرة مساء قناة دريم، ومقدم ومعد برنامج خارج النص قناة اون تي في. يصنف على أنه ليبرالي متفتح له الكثير من الآراء ذات الصبغة السياسية العلمانية. صدر له عدد من المؤلفات من بينها كتاب: «وهم الإعجاز العلمي»، وكتاب «يوميات تنويرية». وهو متزوج من الكاتبة سماح أبو بكر عزت.

## العمل
رئيس قسم الجلدية والتناسلية بهيئة قناة السويس.

## المؤلفات
| الكتاب                                                                | التاريخ | المصدر |
| --------------------------------------------------------------------- | ------- | ------ |
| الحب والجسد                                                           | 1998    |        |
| وهم الإعجاز العملي                                                    | 2005    |        |
| فوبيا العلم                                                           | 2008    |        |
| أوهام وحقائق في الجنس                                                 | 2010    | [ 5 ]  |
| لماذا انتصر العلم المزيف؟                                             | 2017    | [ 6 ]  |
| الختان والعنف ضد المرأة                                               | 2019    |        |
| الجنس تواصل لا تناسل                                                  | 2019    |        |
| يوميات تنويرية                                                        | 2021    | [ 7 ]  |
| خلف خطوط الذاكرة: سيرة ذاتية لجيل الآمال المؤجلة                      | 2024    | [ 8 ]  |
| سماسرة السماء: قراءة لظاهرة الألتراس الديني                           | 2024    | [ 9 ]  |
| دماء على البالطو الأبيض : لماذا ظهر الطبيب الدرويش والدكتور الإرهابي؟ | 2024    | [ 10 ] |
| سافروا إلى النجوم - يوم انتحار مبدع                                   | 2025    | [ 11 ] |

## وصلات خارجية
- الموقع الرسمي